# Resolució 31 del Consell de Seguretat de les Nacions Unides
La Resolució 31 del Consell de Seguretat de les Nacions Unides, aprovada el 25 d'agost de 1947, va determinar l'assistència per a la resolució pacífica de la Revolució Nacional d'Indonèsia, mitjançant la creació d'un comitè compost per tres membres; un triat pels Països Baixos, un altre triat per Indonèsia i el tercer triat pels altres dos membres del comitè.
La resolució va ser adoptada per vuit vots a favor i amb les abstencions de Polònia, Síria i la Unió Soviètica.